# 황혼 프론티어
황혼 프론티어(일본어: 黄昏フロンティア, 영어: Twilight Frontier)은 일본의 동인 서클이다.

## 경력

### 동방 프로젝트의 외전 작품
동방췌몽상 ~ Immaterial and Missing Power
동방비상천 ~ Scarlet Weather Rhapsody
동방비상천칙 ~ 초대형 기뇰의 수수께끼를 쫓아
동방심기루 ~ Hopeless Masquerade
동방심비록

### 동방 프로젝트의2차 창작물
슈퍼 마리사 랜드
MegaMari ~ 마리사의 야망
마리사와 6개의 버섯

### 쓰르라미 울 적에의2차 창작물
쓰르라미 데이브레이크2005년 10월, 《쓰르라미 울 적에》의 07th Expansion 감수로 제작을 발표. 2006년 8월 11일, 《코믹 마켓 70》에서 반포. 동인 게임이기도 하면서, 드라마CD판과 같은 유명 성우를 기용했다.
쓰르라미 데이브레이크 개2007년 4월 22일에 추가 디스크로서 릴리즈. 신 캐릭터, 신 스토리 등 새로운 요소를 추가했다.
쓰르라미 데이브레이크 Portable2008년 11월 27일에 발매한 PlayStationPortable용 소프트웨어. 상업을 목표로 하는 소프트웨어로, 주식회사 Alchemist가 이식・발매했다. 데이브레이크 개의 패키지를 포함한 한편, PSP 내장 아드호크 기능을 사용한 협력・대전기능이 장비되었다.
쓰르라미 데이브레이크 Portable MEGA EDITION2009년 11월 26일에 발매한 PlayStationPortable용 소프트웨어. Portable 시스템에 신 캐릭터 3명을 추가해, 데이터 인스톨에 의한 읽어들이기 단축기능 등을 장비한 개량판. 이것도 상업용 소프트웨어로, 주식회사 Alchemist가 이식・발매했다.

## 주요 멤버
- 우나바라 이루카(海原海豚) — 일반 프로듀서/캐릭터 그래픽/시스템 그래픽/스크립트/음향 효과
- 노노 타로(ののたろう) — 수석 프로그래머
- 쿠프라이(クップライ) — 보조 프로그래머
- 알파벳(アルファベット) — 문자 그래픽
- 스펙터(スペクター) — 문자 그래픽
- 하세가와 이와시(長谷川イワシ) — 문자 그래픽/배경 그래픽
- GOME — 문자 그래픽
- JUN — 음향 효과
- NKZ — 음원 제작